# Abdellatif Ouahbi
Abdellatif Ouahbi (en arabe : عبدالطيف وهبي), né le 28 juillet 1961 à Taroudant, est un avocat et homme politique marocain. Depuis l'automne 2021, il est ministre de la Justice dans le gouvernement Akhannouch et maire de Taroudant.
Élu député en 2016, il est secrétaire général du Parti authenticité et modernité de 2020 à 2024.

## Biographie

### Origines et études
Abdellatif Ouahbi est né le 28 juillet 1961 à Taroudant (région du Souss-Massa) de ses parents, L Hssen Ouahbi Id Hamou et Halima Al-Wukili. 
Il a 12 frères et sœurs (8 frères et 4 sœurs), avec qui ils partagent le même père mais de deux mères différentes. Il a passé sa petite enfance entre sa ville natale de Taroudant et la région de Taliouine.
Un de ses frères, Hamid Ouahbi, est un pharmacien et homme d'affaires présent dans le secteur de la santé. Hamid Ouahbi a été élu comme député PAM par les marocains de Agadir Ida-Outanane lors des élections 2021. 
Abdellatif Ouahbi a commencé son parcours scolaire en entrant à une école coranique à Darb Aqa en 1965, puis a rejoint l'école primaire Al Wefaq à Taroudant en 1967.
En 1977, Ouahbi commence ses études au collège Hassan I, puis au lycée Ibn Suleiman Al-Roudani. Baccalauréat en poche, il quitte sa ville natale vers la capitale, Rabat, pour poursuivre ses études universitaires à la Faculté de droit.

## Parcours

### Parcours professionnel
Après l'obtention d'une licence en droit, Abdellatif Ouahbi devient avocat. En 1989, il rejoint le cabinet d'Ahmed Benjelloun — le frère cadet d'Omar Benjelloun, dirigeant de l'Union socialiste des forces populaires —, en tant qu'avocat en formation pour une durée de trois ans ; au cours de la même année, Ahmed Benjelloun fonde le Parti de l'avant-garde démocratique et socialiste.
Outre son intérêt pour les dossiers politiques durant le stage, Abdellatif Ouahbi a plaidé des dossiers de poids, que ce soit ceux liés à la campagne d'assainissement de 1996, le dossier des juges, les manifestations du 89/90, ou les dossiers de Fès.

### Parcours politique
Abdellatif Ouahbi est tour à tour membre de l'Union socialiste des forces populaires de 1976 à 1991, du Parti de l'avant-garde démocratique et socialiste de 1991 à 2010 puis du Parti authenticité et modernité à partir de 2010.
Il est élu député à la Chambre des représentants lors des élections législatives de 2016 dans la circonscription de Taroudant-Nord.
En février 2020, il devient le secrétaire général du Parti authenticité et modernité,.
Lors des élections législatives et des élections communales de septembre 2021, son parti obtient 82 sièges et arrive deuxième derrière le RNI. 
Il est également élu président de la commune de Taroudant.
Le 6 décembre 2020, il signe un « pacte de la majorité » avec Aziz Akhannouch, devenu chef du gouvernement, et Nizar Baraka, de l’Istiqlal, arrivé en troisième position aux législatives.

### Ministre de la Justice
Le 8 octobre 2021, il est annoncé comme membre du gouvernement marocain en tant que ministre de la Justice.    
Le 28 octobre 2021, il annonce le retrait du code pénal du parlement et déclare qu'il en proposera un nouveau.  
Ses prédécesseurs, Mustapha Ramid, Mohamed Aujjar et Mohamed Benabdelkader ont tous annoncé une réforme du code pénal, sans jamais la mener.  

En avril 2021, lors d'un week-end à Taroudant, dont il est président de la commune il est critiqué pour des propos populistes face au directeur provincial du ministère de la culture :     
« Est-ce que c’est moi le Ministre de la Justice ? Réponds-moi et je t’explique. Je vais te dire quelque chose: quel est mon rôle ? C’est de m’occuper de la sûreté, des tribunaux, des enquêtes… Cela veut dire que toutes les institutions travaillent avec moi, je connais même la couleur des chaussettes que tu portes » 
En avril 2022, il annonce vouloir interdire aux associations de déposer plainte en justice contre les élus.    
Selon lui, les élus marocains seraient victimes du chantage des associations. Sa proposition suscite un véritable tollé.   
En juillet 2023, invité de l'émission Soua’al Moubachir, il se positionne contre les droits LGBT en indiquant que les « homosexuels sont devenus une force de frappe politiquement et économiquement parlant, en utilisant plusieurs leviers pour imposer leurs choix, et nous sommes impuissants face à eux… Tout ce qu’on fait c’est se défendre, on ne les attaque pas et on n’essaie de rien leur imposer ». Il considère que “ces lobbies ont gagné l’appui populaire dans les sociétés occidentales, ce qui leur procure une certaine légitimité politique et sociale. ».   
Le 25 avril 2024, le youtubeur Mohamed Reda Taoujni est condamné en appel à quatre ans de prison par la Cour d’appel d’Agadir. Il lui est reproché d’avoir diffamé le ministre de la Justice, Adbellatif Ouahbi, en évoquant ses liens potentiels avec un trafic de drogue international.   

#### Affaire du concours truqué
En janvier 2023, Abdellatif Ouahbi est sévèrement mis en cause dans le cadre d'un concours écrit pour accéder au barreau des avocats du Maroc. Le seuil de réussite est fixé de manière anormalement basse (2 %). Parmi les seuls candidats qui ont réussi figurent plusieurs enfants de personnalités politiques marocaines, dont les propres enfants du ministre. Interrogé par la presse, Abdellatif Ouahbi réplique : « Mon fils, il a fait deux licences au Canada. Et alors ? Son père est riche et lui a payé des études à l’étranger ».
La presse constate cependant qu'il y a d'autres anomalies graves. Le nom de Moulay Said Charfi, cadre du ministère de la Justice chargé de l'organisation de l'examen, figurerait parmi les candidats qui ont réussi l'examen. Selon l'avocate Naima El Gallaf : « si ce qui s'était passé s’était déroulé dans un autre pays, le ministre aurait été démis de ses fonctions ». Plusieurs candidats affirment avoir porté plainte et saisi la justice,. 
Selon le Code pénal marocain, la fraude à un examen public est passible de la prison ferme.